# Clase Sims
Los destructores de la clase Sims se construyeron para la Armada de los Estados Unidos y se pusieron en servicio en 1939 y 1940. Estos doce barcos fueron la última clase de destructor de los Estados Unidos completada antes de la entrada estadounidense en la Segunda Guerra Mundial. Todos los barcos de la clase Sims entraron en acción en la Segunda Guerra Mundial, y siete sobrevivieron a la guerra. Ningún barco de esta clase entró en servicio después de 1946. Fueron construidos bajo el Segundo Tratado Naval de Londres, en el que se eliminó el límite del desplazamiento estándar de los destructores, pero se mantuvo un límite general. Por lo tanto, para maximizar la cantidad de destructores y evitar desarrollar un diseño completamente nuevo, los de la clase Sims eran solo 70 toneladas más grande según lo diseñado que los destructores anteriores. Por lo general, se agrupan con las clases de 1500 toneladas y fueron la sexta clase de destructores desde que se reanudó la producción con la clase Farragut en 1932.
La clase sirvió extensamente en la Segunda Guerra Mundial y cinco de la clase se perdieron en la guerra. De los cinco barcos perdidos, cuatro fueron a manos de los japoneses y uno a manos de los alemanes. La clase sirvió en las Patrullas de Neutralidad en el Atlántico en 1940-41. A excepción de Roe,Wainwright y Buck, la clase fue transferida al Pacífico poco después del ataque a Pearl Harbor. Todos los barcos vieron un extenso servicio de combate. Al final de la guerra en agosto de 1945, tres de los siete sobrevivientes se sometieron a revisiones que quedaron sin terminar y finalmente se desecharon. Los cuatro barcos en condiciones de navegar restantes se utilizaron como objetivos durante las pruebas atómicas de la Operación Crossroads de 1946 en el atolón de Bikini. Uno fue hundido por la primera explosión, mientras que los otros tres fueron hundidos como objetivos dos años después de servir como plataformas experimentales.